# مورگان بولدینگ
مورگان بولدینگ (انگلیسی: Morgan Bolding؛ زادهٔ ۱۳ مهٔ ۱۹۹۵) قایقران روئینگ اهل بریتانیا است.
وی در مسابقات کشوری و بین‌المللی در مجموع برندهٔ ۵ مدال طلا شده است.